# Porcellanola minna
Porcellanola minna is een vlinder uit de familie visstaartjes (Nolidae). De wetenschappelijke naam van de soort is voor het eerst geldig gepubliceerd in 2006 door Gyula M. László, Gábor Ronkay & Thomas Joseph Witt.

## Type
- holotype: "male. 13.XI.1999. leg. Márton Hreblay. genitalia slide no. LGN 882 = W 8297"
- instituut: MWM, München, Duitsland
- typelocatie: "Thailand, Changwat Nan, 30 km E of Pua, 1700 m"